# Mercyful Fate
Mercyful Fate er en dansk heavy metal-gruppe, der blev grundlagt i foråret 1981 i København af King Diamond og Hank Shermann. Selve gruppen er mindre kendt udenfor heavy metal- og black metal-cirkler, men flere af gruppens sange blev dog indspillet af Metallica i et medley på Garage Inc. fra 1998. Gruppens forsanger, King Diamond, er kendt for sine sataniske live-shows og omfattende brug af corpsepaint. Med sangtekster der behandler LaVey-satanisme (ofte med ironisk eller sardonisk brug af kristne temaer) og det okkulte, samt King Diamonds banebrydende brug af corpsepaint, var Mercyful Fate del af den første bølge af black metal i 1980'erne, sammen med Venom og Bathory.
Mercyful Fate har flere gange været opløst eller holdt længere pauser. Gruppen blev opløst i 1985, men blev gendannet i 1992. Efter en gendannelse i 2011 var den således opløst, indtil det den 1. august 2019 blev offentliggjort, at Mercyful Fate ville blive gendannet for at tage på turne. Denne turne blev afbrudt på grund af COVID-19-pandemien, men blev genoptaget blandt andet med en optræden på Copenhell den 18. juni 2022. På denne turne var blot 2 af de originale medlemmer, King Diamond og Hank Shermann med. Da Michael Denner udtrykte skuffelse over ikke at være inviteret med på denne "reunion", udtalte King Diamond, at der ikke var tale om en reunion, men en gentagelse af set uppet fra 2011.

## Stil og indflydelse
Mercyful Fate omtales som stilskabende med King Diamonds skrigende falset i forgrunden, understøttet af lange, ekstremt hurtige guitarsoli og jazzinspirerede energiske trommespil.
Mercyful Fate er blevet nævnt som indflydelsesrig af flere af metalscenens store navne, blandt andre Lars Ulrich, guitaristen Kerry King fra Slayer og Mikael Åkerfeldt fra Opeth.
Gruppen har haft indflydelse på Metallica, Slayer samt andre metalbands. Lars Ulrich fra Metallica har sagt i omkring 2008: "Mercyful Fate har lavet to af de bedste heavyrock-plader nogensinde. Vi har været venner med dem i 23 år. Første gang jeg nogensinde spillede med på en anden plade, var med dem – jeg var i Dallas og lave Return of the Vampire i 1992. De har været en meget, meget stor inspiration for vores sound."

## Medlemmer

### Nuværende medlemmer
- King Diamond (Kim Bendix Petersen) – forsanger, keyboard (1981–1985, 1992–1999, 2008, 2011, 2019-nu)
- Hank Shermann (Rene Krolmark) – guitar, bas (1981–1985, 1992–1999, 2008, 2011, 2019-nu)
- Mike Wead (Mikael Wikström) – guitar (1996–1999, 2019-nu)
- Bjarne T. Holm (Bob Lance) – trommer (1994-1999, 2008, 2019-nu)
- Becky Baldwin – bas (2024-nu)

### Tidligere medlemmer
- Carsten Van Der Volsing – guitar (1981)
- Benny Petersen – guitar (1981-1982)
- Michael Denner – guitar (1982–1985, 1992–1996, 2008, 2011)
- Timi Hansen (Charles Peter Andreason) – bas (1981–1985, 1992-1993, 2008, 2011, 2019)
- Kim Ruzz – trommer (1981–1985)
- Snowy Shaw (Tommy Helgesson)- trommer (1993–1994)
- "Old" Nick Smith – trommer (1981)
- Ole Frausing – trommer (1981)
- Morten Nielsen – trommer (1992-1993)
- Jan Lindblad – trommer (1981)
- Sharlee D'Angelo (Charles Peter Andreason) – bas (1993–1999)
- Joey Vera – bas (2019–2024)

## Diskografi
- 1983: Melissa
- 1984: Don't Break the Oath
- 1992: Return of the Vampire
- 1993: In the Shadows
- 1994: Time
- 1996: Into the Unknown
- 1998: Dead Again
- 1999: 9